# John Gordon MacWilliam
John Gordon MacWilliam (Londra, 20 novembre 1948) è un vescovo cattolico e missionario inglese, dal 25 gennaio 2025 vescovo emerito di Laghouat.

## Biografia
John Gordon MacWilliam è nato a Wimbledon, Londra, il 20 novembre 1948. Suo padre era un militare.

### Formazione e ministero sacerdotale
Ha studiato in una scuola elementare benedettina nel Sussex, alla Worth School  e poi in diverse scuole militari in Sudan e nello Zimbabwe, paesi nei quali la famiglia si è trasferita a causa della carriera militare di suo padre.
Ha frequentato la Reale accademia militare di Sandhurst. Il 20 dicembre 1968 ha ricevuto la commissione di secondo tenente nel Queen's Regiment della British Army. Il 20 giugno 1970 è stato promosso a tenente  e il 20 dicembre 1974 a capitano. Dopo aver frequentato lo Staff College di Camberley, il 30 settembre 1981 è stato promosso a maggiore. Il 21 agosto 1984 si è congedato. Nella sua carriera ha prestato servizio attivo in Irlanda del Nord durante i Troubles  e in Oman.
Dopo aver lasciato l'esercito è entrato nei Missionari d'Africa. Dal 1984 al 1986 ha studiato filosofia al Society's Missionary Institute di Londra. Tra il 1986 e il 1987 ha vissuto a Friburgo, in Svizzera, e poi ha trascorso due anni di formazione nel Maghreb. Dal 1989 al 1992 ha studiato teologia a Londra.
Nel dicembre del 1991 ha emesso la professione solenne e lo stesso mese è stato ordinato diacono. Il 4 luglio 1992 è stato ordinato presbitero nella chiesa di Nostra Signora Aiuto dei Cristiani dell'abbazia di Worth. Dal 1992 al 1995 ha studiato islamologia presso il Pontificio Istituto di Studi Arabi e d'Islamistica. Nel 1994 quattro confratelli della missione di Tizi Ouzou, in Algeria, sono stati assassinati nella loro casa. L'anno successivo l'allora padre MacWilliam si è offerto volontario per recarsi in Algeria per riaprire la missione. Ha prestato servizio in Algeria tra il 1995 e il 2008, anni in cui sono aumentate le violenze contro i cristiani e in cui è stata combattuta una sanguinosa guerra civile. Nel 2008 è stato trasferito in Tunisia. Lì ha ricoperto diversi incarichi tra i quali quelli di responsabile dell'Istituto di lettere arabe (IBLA) e di superiore provinciale per l'Africa del Nord (Algeria e Tunisia) dal 2015.

### Ministero episcopale
Il 16 marzo 2017 papa Francesco lo ha nominato vescovo di Laghouat. Ha ricevuto l'ordinazione episcopale il 20 maggio successivo nella chiesa di Nostra Signora Aiuto dei Cristiani dell'abbazia di Worth dall'arcivescovo Michael Louis Fitzgerald, nunzio apostolico, co-consacranti l'arcivescovo di Tunisi Ilario Antoniazzi e il vescovo emerito di Laghouat Claude Jean Narcisse Rault.
Il 25 gennaio 2025 lo stesso papa ha accolto la sua rinuncia, presentata per raggiunti limiti di età, al governo pastorale della diocesi di Laghouat; gli è succeduto Diego Ramón Sarrió Cucarella.

## Genealogia episcopale
La genealogia episcopale è:
- Cardinale Scipione Rebiba
- Cardinale Giulio Antonio Santori
- Cardinale Girolamo Bernerio O.P.
- Arcivescovo Galeazzo Sanvitale
- Cardinale Ludovico Ludovisi
- Cardinale Luigi Caetani
- Cardinale Ulderico Carpegna
- Cardinale Paluzzo Paluzzi Altieri degli Albertoni
- Papa Benedetto XIII
- Papa Benedetto XIV
- Papa Clemente XIII
- Cardinale Enrico Benedetto Stuart
- Papa Leone XII
- Cardinale Chiarissimo Falconieri Mellini
- Cardinale Camillo Di Pietro
- Cardinale Mieczysław Halka Ledóchowski
- Cardinale Jan Maurycy Paweł Puzyna de Kosielsko
- Arcivescovo Józef Bilczewski
- Arcivescovo Bolesław Twardowski
- Arcivescovo Eugeniusz Baziak
- Papa Giovanni Paolo II
- Cardinale Michael Louis Fitzgerald, M.Afr.
- Vescovo John Gordon MacWilliam, M.Afr.